# Metropolitan Association for Befriending Young Servants
Metropolitan Association for Befriending Young Servants (MABYS) var en frivilligorganisation av medel- och överklasskvinnor, grundades av Jane Nassau Senior, och sociala reformatorn Henrietta Barnett 1875. Målet var att stödja unga flickor i London, hindra dem från att bli prostituterade, kriminella eller alkoholister, och anställa tjänsteflickor.
Äldre tiders fattiglagar hade lett till att många barn tvångsomhändetogs av sina familjer av myndigheterna, och skickades till fattigstugan. Barnen blev därefter ivägskickade därifrån i 14-årsåldern, och fick överleva så gott de kunde; vilket ledde till stora sociala problem, då många barn hamnade i ett liv i brottslighet och prostitution. Innan man bildade MABYS var enda hoppet för dessa barn att kunna migrera till Kanada eller Australien.
MABYS försökte hjälpa unga flickor, bland annat genom att erbjuda dem arbete som tjänsteflickor och på så vis undvika att de blev prostituerade och alkoholister. Frivilliga från MABYS besökte flickor som uteslutits från fattigvården, och hjälpte dem hitta husrum och, vid behov, ny anställning. Under 1880-talet hade MABYS 25 kontor och 17 skyddshem, och under 1890-talet arbetade över 1 000 frivilliga för MABYS, och man beandlade årligen ansökningar om anställning från över 7 000 flickor, av vilka över 5 000 framgångsrikt placerades ut, av vilka 25% kom från Londons fattigvårdsskolor.
MABYS förespråkade inte kontakt mellan flickorna och deras föräldrar, på grund av oro för att barnen skulle få dåliga vanor från familjerna, eller försvagas genom anhöriga. Jane Nassau Senior, med stöd från Thomas John Barnardo, hade lobbat för att MABYS, och liknande organisationer, automatiskt skulle förbli målsmän upp till 20 år för alla barn som tagits om hand av fattigvården i över minst fem år.
MABYS växte snabbt. 1887 startade man ett träningscentrum för svagsinta flickor, med mål att de skulle få anställning, och runt 1896 bedrev man logi-hus och träningscenter för arbetslösa kvinnor, och tog hand om flickor som kom till London och sökte arbete, och flickor från ungdomsvårdsskolor.
I samband med de sociala förändringarna vid tiden runt första världskriget började tillbakagången för MABYS, även om organisationen formellt fanns kvar åtminstone till 1940. 1948 avskaffades slutligen gamla tiders fattigvård definitivt genom National Assistance Act, och ansvaret för utbildningen och träningen överfördes till brittiska staten.

### Fotnoter
1. ↑  Between 1850–1900, around 30,000 children were pupils at Poor Law schools at any given time, of whom around 13,000 were girls.[8]

1. ↑  Jones, Helen, ”Jane Elizabeth Senior”, Oxford Dictionary of National Biography (Oxford University Press), http://www.oxforddnb.com/view/article/45504
2. 1 2 3  Murdoch 2006, s. 116.
3. 1 2 3  McBride 1976, s. 77.
4. 1 2 3  Koven 2004, s. 193.
5. 1 2 3  Kohli 2003, s. 279.
6. 1 2  Prochaska 1980, s. 150.
7. ↑  Hopkins 1994, s. 202.
8. ↑  Prochaska 1980, s. 151.
9. ↑  Murdoch 2006, s. 117.
10. 1 2  Murdoch 2006, s. 118.
11. ↑  ”Bonham Carter Family Papers”. The National Archives. http://www.nationalarchives.gov.uk/a2a/records.aspx?cat=041-bonham&cid=-1#-1. Läst 8 september 2009.